# Alfredo, Duque de Saxe-Coburgo-Gota
Alfredo, Duque de Saxe-Coburgo-Gota (Windsor, 6 de agosto de 1844 – Rödental, 30 de julho de 1900), foi o terceiro Duque de Saxe-Coburgo-Gota, reinante entre 1893 e 1900. Era também um membro da família real britânica, o quarto filho da rainha Vitória do Reino Unido, e de seu marido o príncipe Alberto de Saxe-Coburgo-Gota. Foi proclamado Duque de Edimburgo, Conde de Kent e Conde de Ulster de acordo com as leis do Reino Unido a 24 de maio de 1866. Ele sucedeu ao seu tio paterno Ernesto II como Duque de Saxe-Coburgo-Gota no Império Alemão a 23 de agosto de 1893.

## Primeiros anos

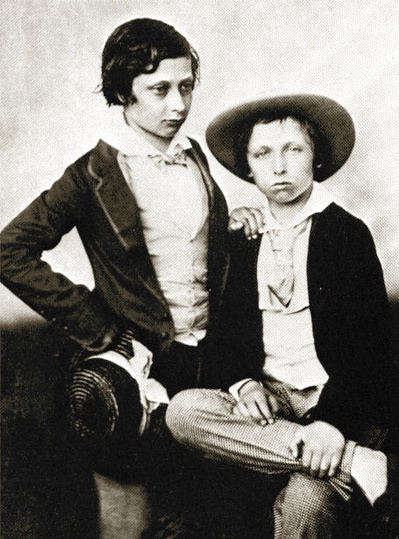
Alfredo com o irmão Alberto Eduardo, futuro rei Eduardo VII

Alfredo nasceu em 6 de agosto 1844 no Castelo de Windsor. A sua mãe era a monarca britânica no poder, a rainha Vitória. O seu pai era Alberto de Saxe-Coburgo-Gota, o filho mais novo do duque Ernesto I de Saxe-Coburgo-Gota. Como filho da monarca, ele recebeu o tratamento de "Sua Alteza Real, o príncipe Alfredo" à nascença, e estava em segundo lugar na linha de sucessão ao trono atrás do seu irmão, o Príncipe de Gales. Ele era conhecido na família como Affie.
O príncipe foi batizado pelo arcebispo da Cantuária, William Howley, na capela privada do Castelo de Windsor em 6 de setembro de 1844. Os seus padrinhos foram o seu tio-avô maternal, o Duque de Cambridge (representado pelo seu filho, o príncipe Jorge de Cambridge); a sua tia paternal, a Duquesa de Saxe-Coburgo-Gota (representada pela sua avó materna a Duquesa de Kent); e o meio-irmão da rainha Vitória, o Príncipe de Leningen (representado pelo Duque de Wellington).
À semelhança dos seus irmãos, Alfredo cresceu com um programa de educação rigoroso concebido pelo seu pai e pelo barão Christian Friedrich von Stockmar. Para além de terem aulas seis dias por semana e poucas férias, as crianças aprenderam competências mais práticas. Em Osbourne House, na Ilha de Wight, o príncipe Alberto mandou construir a Swiss Cottage, uma casa em miniatura onde as crianças aprenderam a cozinhar, tarefas domésticas e agrícolas e carpintaria.
Alfredo começou por ter aulas em conjunto com o seu irmão mais velho, Eduardo, na esperança de que o seu temperamento mais calmo e maior capacidade de concentração ajudassem a melhorar o desempenho do futuro rei. No entanto, a experiência teve o efeito contrário e Alfredo começou a distrair-se mais. Uma vez que Alfredo era considerado mais inteligente, Alberto decidiu separar os irmãos para que o mau comportamento de Eduardo não afetasse a aprendizagem do irmão mais novo.
Desde cedo, o príncipe mostrou ter aptidão para Geografia e para trabalhos manuais e mecânicos, sendo a carpintaria uma das suas atividades preferidas. Alfredo fazia brinquedos, modelos de navios e gostava de desmontar e voltar a montar aparelhos e motores. Ele também tinha um grande gosto pela Marinha e aprendeu a ler quando era bastante novo para descobrir por si o nome de navios e de navegadores. Outro dos seus interesses era a arte, especialmente a música e ele aprendeu a tocar violino sozinho para fazer uma surpresa aos pais.
A educação de Alfredo também teve em conta o seu potencial título de duque de Saxe-Coburgo-Gota. O duque na altura, o seu tio Ernesto, não tinha filhos e Eduardo era o herdeiro do trono britânico, pelo que o mais provável seria que Alfredo herdasse o ducado. Ernesto queria que ele fosse viver para a Alemanha, mas Alberto não queria que o filho crescesse no "ambiente pacato e limitado" da corte alemã. No entanto, Alfredo visitava frequentemente o tio em Coburgo e Alberto ensinou-lhe os básicos da gestão de propriedades em Balmoral.

## Entrada na Marinha Real

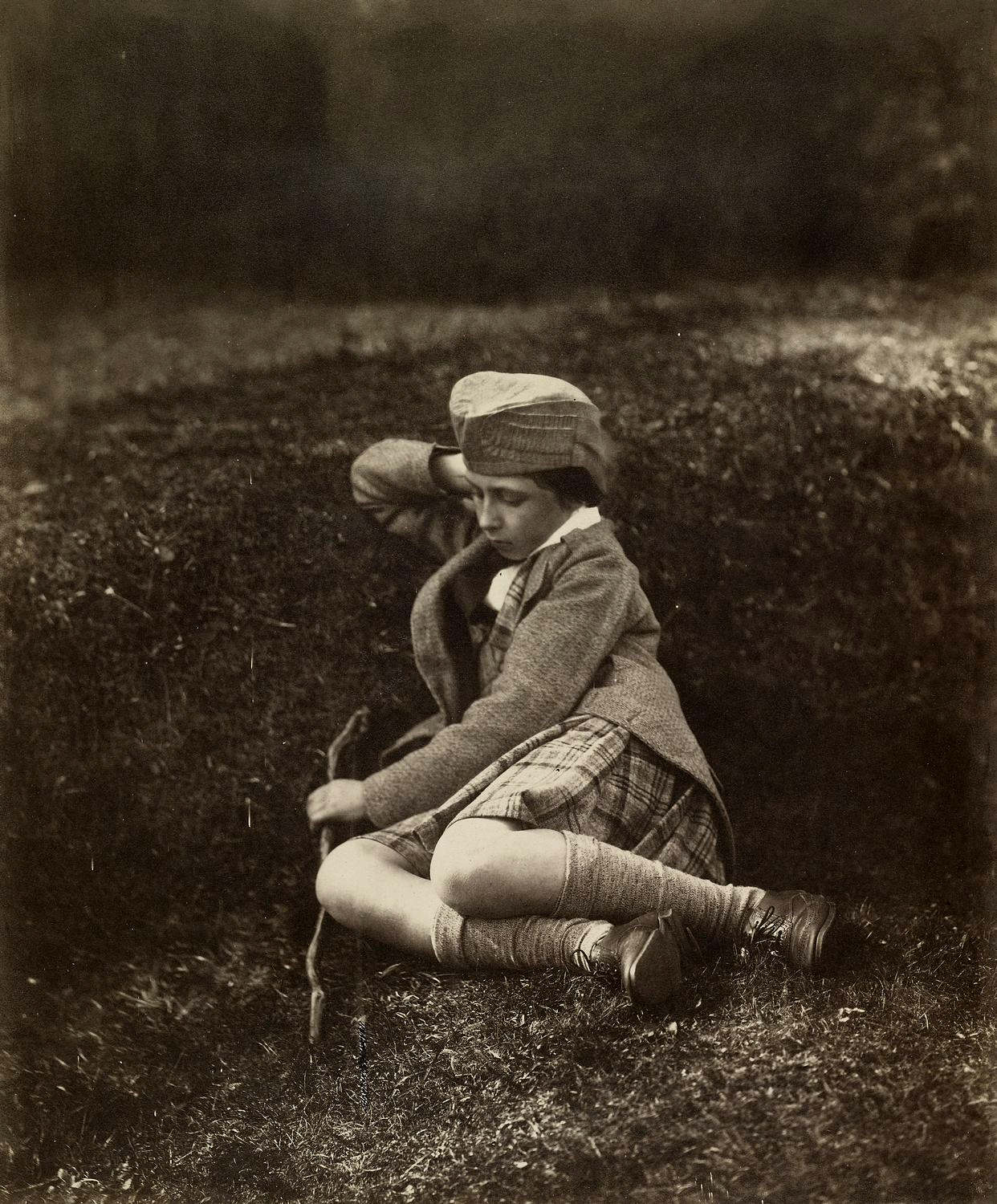
Alfredo em 1856

Em 1856, quando Alfredo tinha 12 anos, foi tomada a decisão de que ele deveria entrar para a Marinha Real, algo que ia de encontro com os desejos do príncipe. O tenente John Cowell do Real Corpo de Engenheiros foi escolhido para preparar o jovem príncipe para a marinha e, nesse ano, Affie foi separado da família e foi viver com John para Royal Lodge para estudar para o exame de admissão.
Alfredo passou no exame em julho de 1858 e foi designado cadete naval do navio HMS Eurylaus com 14 anos de idade. Em julho de 1860, enquanto servia neste navio, Alfredo visitou a Colónia do Cabo e deixou uma boa impressão junto dos colonos e dos chefes nativos. Esta foi a primeira vez que um membro da família real britânica visitou a Cidade do Cabo, pelo que o príncipe foi recebido com bastante entusiasmo.
Alfredo encontrava-se a servir no navio HMS George quando o seu pai, o príncipe Alberto, morreu a 14 de dezembro de 1861. O navio estava nas Caraíbas e Alfredo, na altura com 17 anos, só regressou a casa dois meses depois. A morte do pai afetou-o bastante e ele "chorou copiosamente" durante o casamento da sua irmã mais velha, Alice, em 1 de julho de 1862.
Após uma licença de luto de vários meses, o príncipe Alfredo regressou ao HMS George em julho de 1862. Quando o navio chegou a Malta, começaram a surgir rumores de que o príncipe teria seguido a tradição dos marinheiros e sucumbido às tentações do sexo oposto. Estes rumores chegaram aos ouvidos da rainha Vitória que ficou chocada com o seu "comportamento insensível e indigno".
Pouco depois deste episódio, o rei Oto I da Grécia abdicou do trono e Alfredo foi escolhido para o suceder. No entanto, o governo travou os planos para a sua ascensão a este trono em grande medida porque a rainha Vitória se opôs à ideia. Ao que tudo indica, Alfredo também se mostrou apreensivo, uma vez que o trono da Grécia era considerado instável e ele queria dedicar-se à sua carreira na marinha e ao ducado de Saxe-Coburgo-Gota.
Alfredo foi promovido a tenente da marinha em 24 de fevereiro de 1863, servindo sob as ordens do conde Gleichen no HMS Racoon. A sua promoção sofreu um atraso quando ele ficou doente com febre tifoide uma semana antes do seu exame. A doença também o forçou a perder o casamento do seu irmão mais velho, Eduardo, com Alexandra da Dinamarca em 10 de março de 1863, uma vez que ainda se encontrava a recuperar em Malta.
De regresso a Inglaterra, Alfredo passou a fazer parte do Marlborough House set, um grupo de amigos da alta sociedade do futuro rei Eduardo VII e de Alexandra da Dinamarca que não se identificava com a moral rígida da Era Vitoriana. Nesta altura, Alfredo fez uma pausa na sua carreira naval para frequentar a Universidade de Bonn, uma tradição entre os príncipes e aristocracia alemães.
Em 23 de fevereiro de 1866, com apenas 21 anos, Alfredo foi promovido a capitão da Marinha sendo, mais tarde, nomeado comandante da fragata HMS Galatea. Lorde Charles Beresford afirmou que o príncipe tinha "uma grande capacidade natural para organizar uma frota" e constatou que este "poderia ser um almirante de combate de primeira classe."

## Duque de Edimburgo
Nas celebrações do aniversário da rainha Vitória a 24 de maio de 1866, o príncipe foi proclamado duque de Edimburgo e conde de Ulster e Kent, com um rendimento anual de 15 mil libras garantido pelo parlamento. Ele ocupou o seu lugar na Casa dos Lordes em 8 de junho.

### Viagens

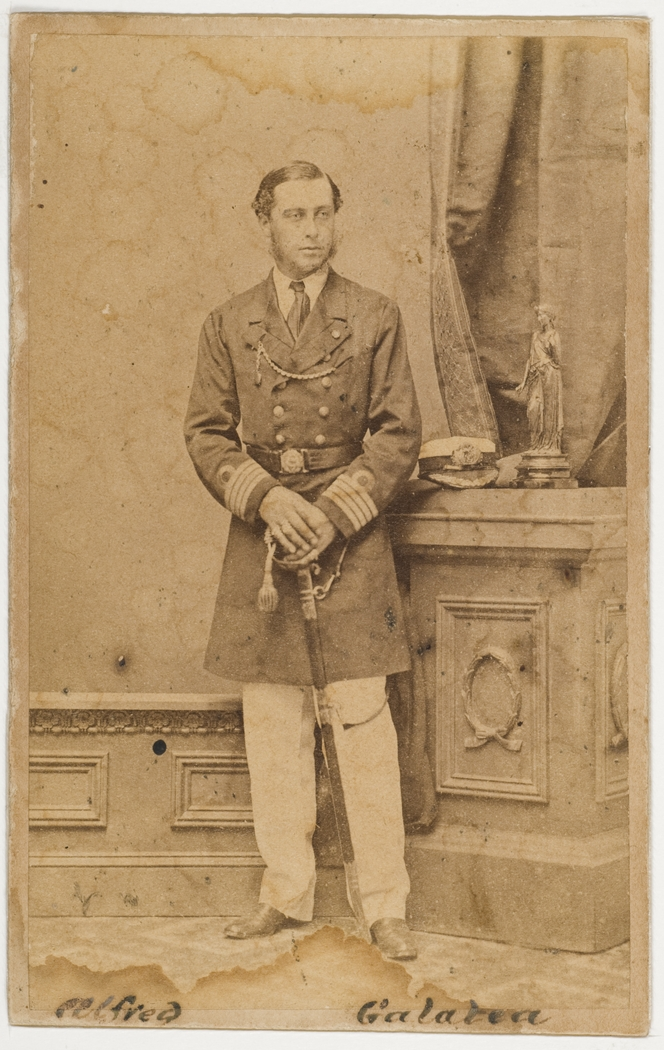
O duque de Edimburgo em Sydney por volta de 1868. Fotografia de Montagu Scott

Enquanto era comandante do Galatea, o duque de Edimburgo iniciou em Plymouth, em 24 de janeiro de 1867, uma viagem à volta do mundo. Em 7 de junho de 1867, deixou Gibraltar, tendo depois seguido para a ilha da Madeira. Em 16 de julho de 1867 foi recebido no Rio de Janeiro pelo Conde d'Eu. Tendo desembarcado na ponte do Arsenal de Guerra na Baía da Guanabara, seguiu para o Palácio de São Cristóvão e em seguida ao Paço Imperial, na Praça XV onde recebeu uma comitiva de súditos de Sua Majestade Britânica residentes no Rio de Janeiro.
Depois de passar pelo arquipélago de Tristão da Cunha, a sua viagem alcançou o cabo da Boa Esperança a 24 de julho. Nesse dia, fez uma visita oficial à Cidade do Cabo depois de atracar em Simon's Town, um pouco mais cedo do que o previsto. Durante a sua estadia na África do Sul, Alfredo participou numa caça onde matou um elefante. A cabeça do animal foi levada para Inglaterra, onde decorou Clarence House enquanto o duque viveu lá e ele mandou fazer facas com o seu marfim que distribuiu como prendas para o grupo que o acompanhou na caçada.
Depois de África do Sul, estava prevista uma visita às Ilhas Maurícias, mas houve uma mudança de planos quando a tripulação recebeu notícias de que havia uma epidemia de febre tifoide nas ilhas, pelo que o navio seguiu diretamente para a Austrália.

#### Visita à Austrália
O HMS Galatea atracou em Glenelg, no sul da Austrália, em 31 de outubro de 1867. Alfredo foi o primeiro membro da família real britânica a visitar a Austrália e foi recebido com grande entusiasmo e multidões enormes. No entanto, a sua estadia de quase 5 meses no país ficou marcada por vários incidentes. A sua visita a Adelaide não teve grandes incidentes, para além de o facto de o duque ter comentado que os vários retratos que foram feitos supostamente à sua imagem, não eram nada parecidos consigo, ou entre eles, e que nem a sua mãe seria capaz de o reconhecer se os visse. Também houve um pequeno embaraço quando se descobriu que o criado temporário do duque tinha roubado algumas joias e talheres de prata do seu navio.
As tensões começaram a aumentar quando Alfredo chegou a Melbourne, em 24 de novembro. A sua chegada causou alguma tensão entre católicos e protestantes, uma vez que havia uma imagem de Guilherme I, príncipe de Orange (que derrotou os católicos na Irlanda na Batalha do Boyne), a decorar o salão da comunidade protestante da cidade. À medida que a multidão se juntava para ver o príncipe, as tensões foram aumentando e começaram a haver disparos, tendo um deles matado um menino católico, o que por sua vez deu origem a um motim.
Dois dias depois, Alfredo esteve presente no baile do Governador que já tinha sido alvo de críticas por parte de católicos pelas suas decorações. Enquanto o baile estava a decorrer, um grupo de católicos juntou-se no exterior a gritar ofensas, a cantar músicas irlandesas e a atirar pedras às janelas. Uma das janelas acabou por se partir e a polícia começou a disparar sobre a multidão, provocando um morto e vários feridos.

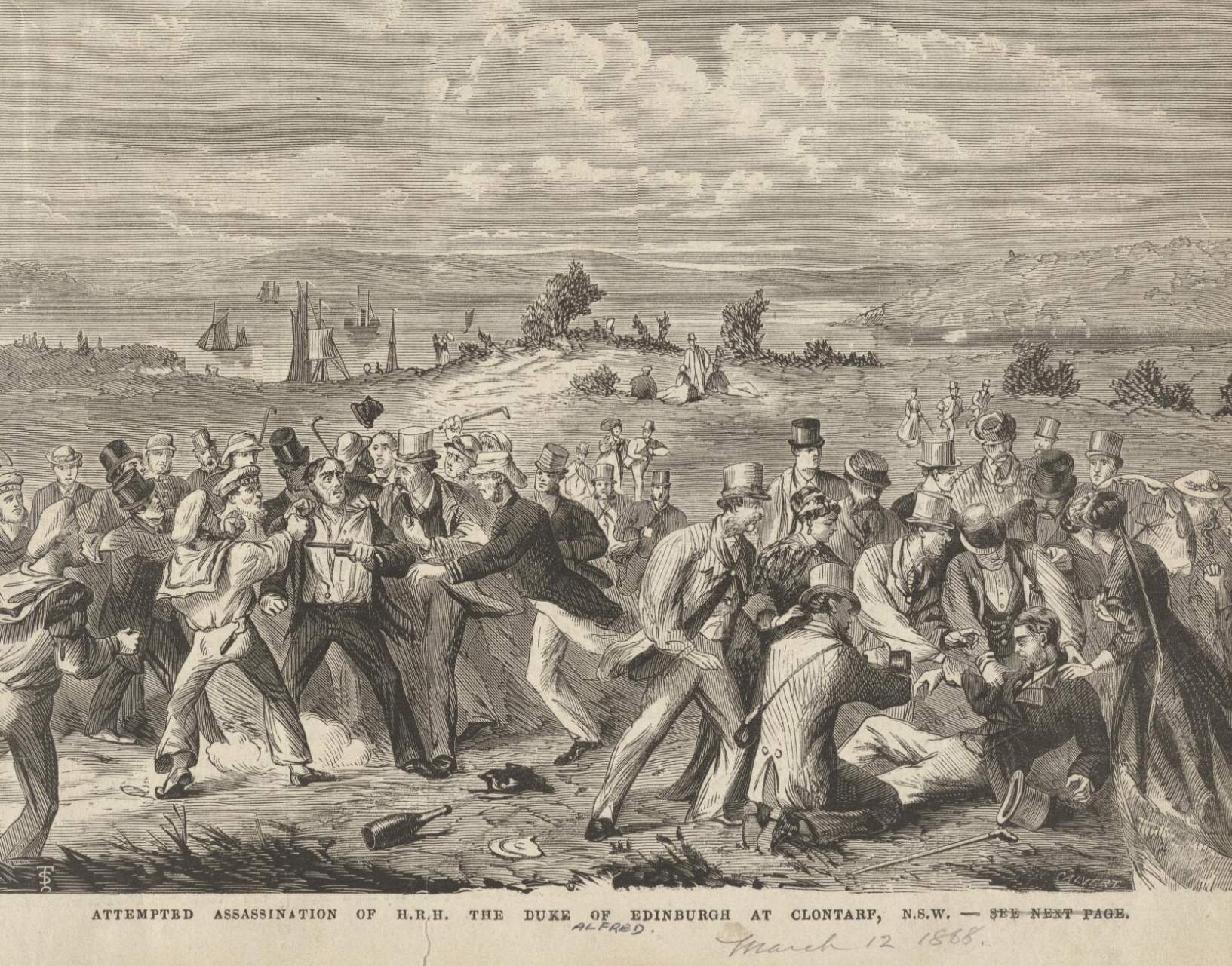
Ilustração da tentativa de assassinato do príncipe Alfredo por Samuel Calvert

No mês seguinte, quando Alfredo foi recebido em Bendigo, um dos eventos organizados para celebrar a sua visita foi uma uma procissão de velas. A multidão começou a lançar fogo-de-artifício de forma descontrolada e um deles acabou por atingir um modelo em madeira do navio HMS Galatea. O modelo estava a ser transportado por um grupo de crianças que tentou fugir, mas três delas ficaram presas e acabaram por morrer. Uma semana depois, um novo incêndio destruiu por completo um salão que tinha sido construído de propósito para receber o príncipe.
Alfredo visitou a Tasmânia e Nova Gales do Sul antes de regressar a Sydney em março de 1868. Durante esta visita, o príncipe foi convidado por Sir William Manning, o presidente da Sydney Sailors' Home, para um piquenique no subúrbio de Clontarf para angariar fundos a sua instituição. Durante o evento, Alfredo foi alvo de uma tentativa de assassinato. Ele foi atingido nas costas por uma bala disparada por Henry James O'Farrell. O disparo de O'Farrell deu origem a uma luta violenta, durante a qual um transeunte, William Vial, conseguiu retirar-lhe a arma e outro, George Thorne, foi atingido no pé por um segundo disparo. Vários transeuntes ajudaram a controlar a situação e a travar O'Farrell, que foi brutalmente agredido antes da chegada da polícia, que o prendeu no local.
Henry James O'Farrell, um imigrante irlandês, tentou alegar que tinha alvejado Alfredo por ordem da Irmandade Republicana Irlandesa, mas a organização veio a público dizer que esta afirmação era falsa. O'Farrell tinha sido internado num asilo no ano anterior e, tanto a sua defesa como o próprio Alfredo tentaram pedir clemência ao juiz por insanidade do réu, mas este chegou a uma sentença em apenas dois dias. Henry James O'Farrell foi enforcado em 21 de abril de 1868 e o episódio deu origem a uma onda de antipatia por irlandeses na Austrália que resultou em ataques a a negócios e casas de irlandeses.
A bala atingiu o duque à direita da coluna vertebral, um ferimento grave, mas que não foi fatal. Nas duas semanas seguintes, Alfredo foi tratado por seis enfermeiras formadas por Florence Nightingale, uma equipa liderada por Lucy Osburn, que tinha chegado à Austrália no mês anterior.
Na noite de 23 de março de 1868, as pessoas mais influentes de Sydney votaram na criação de um edifício que prestasse homenagem ao testemunho e à gratidão sentida pela comunidade com a recuperação de Alfredo. Isto levou a um abaixo-assinado público que pagou o Royal Prince Alfred Hospital.
O duque de Edimburgo recuperou rapidamente dos seus ferimentos. Ainda estava prevista uma visita à Nova Zelândia, mas esta foi cancelada e o príncipe regressou a casa em inícios de abril de 1868. O HMS Galatea atracou em Spithead, no Hampshire, a 26 de junho de 1868, depois de uma ausência de 17 meses.
Várias instituições australianas receberam o nome do duque em sua honra, entre elas a escola privada Prince Alfred College em Kent Town, o Alfred Hospital em Melbourbe e o Royal Prince Alfred Hospital em Sydney.

#### Segunda viagem doGalatea

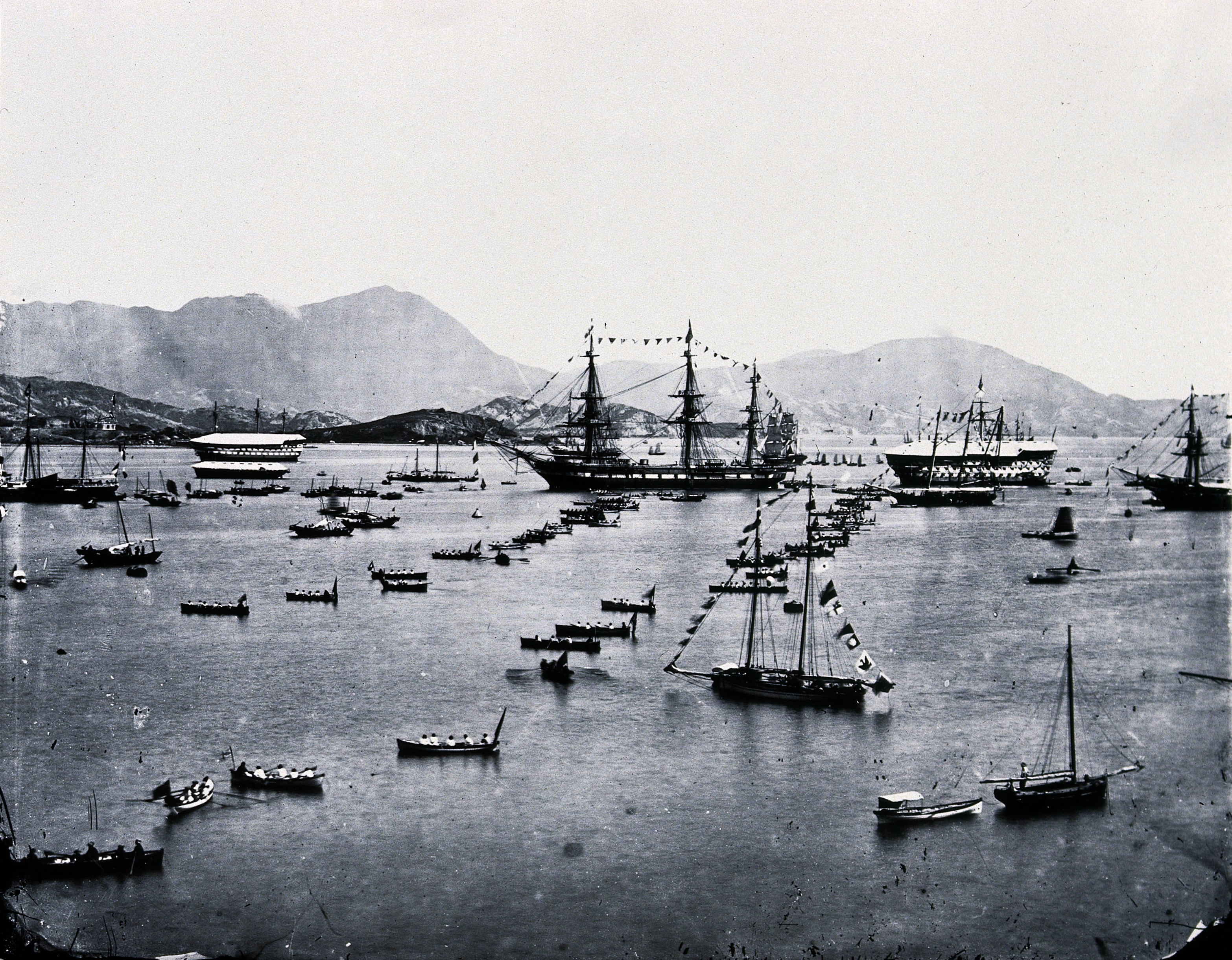
Chegada do HMS Galatea ao Victoria Harbour, Hong Kong em 1869

O alívio inicial que a rainha Vitória sentiu quando Alfredo regressou recuperado dos seus ferimentos passou rapidamente. No verão de 1868, ela queixou-se a Vicky, a sua filha mais velha, de que a tentativa de assassinato tinha tornado Alfredo convencido e que recebia ovações onde quer que fosse; "como se tivesse feito alguma coisa, em vez de aceitar que foi a glória de Deus que lhe salvou a vida." O facto de Alfredo continuar a frequentar as festas do irmão em Marlborough House e de se ter tornado num mulherengo também não agradou à rainha.
Após uma licença de alguns meses, Alfredo regressou ao comando do HMS Galatea, que partiu de Inglaterra, rumo a uma nova viagem por todo o mundo em novembro de 1868. Após uma paragem na ilha da Madeira e de uma estadia prolongada na África do Sul, o navio seguiu para a Austrália no início de 1869. Apesar de a rainha ter pedido para não haver uma receção formal ao príncipe, o seu regresso ao país foi triunfal e ele foi recebido em Melbourne por grandes multidões desejosas de ver o príncipe recuperado. A segunda visita de Alfredo ao país foi bastante mais calma do que a anterior e com menos eventos formais. Após uma estadia de algumas semanas, o Galatea partiu rumo à Nova Zelândia, país que o príncipe prometera visitar depois de ter sido forçado a cancelar a visita planeada no ano anterior. Alfredo tornou-se no primeiro membro da família real a visitar o país, onde se dedicou sobretudo à caça.
Em junho de 1869, o Galatea chegou às Ilhas Fiji e ao Taiti, onde o príncipe e a sua tripulação ficaram durante algumas semanas "sentados ao sol todo o dia, a carregar bananas e a nadar nas águas azuis e cristalinas". A paragem seguinte foi no Havai, onde Alfredo foi recebido pela rainha Emma, que tinha conhecido na Inglaterra quatro anos antes, e passou algum tempo com a família real local.
Alfredo foi o primeiro príncipe europeu a visitar o Japão, em 4 de setembro de 1869. Ele teve uma audiência com o imperador Meiji, na altura ainda adolescente, em Tóquio e ficou hospedado no seu palácio de verão. Uma vez que se tratou de uma visita oficial, Alfredo cumpriu um programa atarefado que incluiu assistir a horas de teatro Nõ, combates de sumo, lutas de espadas e a espetáculos de dança e música. Alfredo achou peculiar que, onde quer que fosse, as pessoas se prostrassem, uma vez que não lhes era permitido olhar de baixo para ele, e que fechassem as suas janelas quando ele passava. Numa carta enviada à sua mãe, a rainha Vitória, ele falou da sua visita: "Não sei bem como descrever este país. É tudo tão novo e peculiar que me sinto um pouco atordoado."

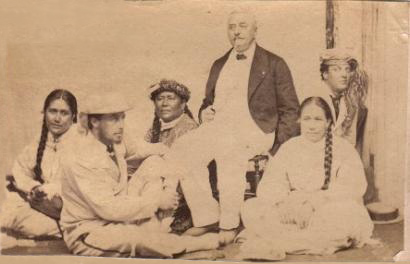
O príncipe Alfredo com John Brander no Taiti, 1870

Depois do Japão, o Galatea seguiu para Pequim. Na China, o príncipe ficou na embaixada britânica de Pequim e passou quase despercebido, tendo passado os seus dias a andar de cavalo, em caçadas e a fazer compras. De seguida, visitou as Filipinas, onde assistiu a lutas de galos.
Em dezembro de 1869, o Galatea chegou à Índia. Alfredo foi o primeiro príncipe a visitar este pais, o Ceilão (atualmente o Sri Lanka) e Hong Kong, onde parou no caminho. Em Calcutá, onde o navio atracou em 22 de dezembro, Alfredo foi recebido com uma longa parada de cavalos, carruagens, infantaria europeia e regimentos nativos que o acompanharam até à casa do Governador. Os regentes nativos da Índia acolheram o duque com grande entretenimento durante os três meses que ele lá passou e, durante este período, Alfredo visitou Bombaim, Madras e várias cidades mais pequenas. No Nepal, os príncipes nativos levaram-no a grandes caçadas, onde Alfredo matou elefantes e tigres. O duque de Edimburgo também foi convidado para festas imponentes com marajás e todos os elementos da vida indiana, onde havia sempre fogo-de-artifício e iluminações. No final da sua visita, Alfredo foi elogiado pelo vice-rei e recebeu a Ordem da Estrela da Índia.
No Ceilão, Alfredo foi recebido com uma enorme festa organizada apor Charles Henry de Soysa, o homem mais rico do país, a pedido dos britânicos que lá residiam. A festa teve lugar na sua residência privada que passou a chamar-se Alfred House em sua honra. Há relatos de que o duque de Edimburgo comeu em pratos de ouro e talheres de ouro com joias.
Depois de uma visita às Ilhas Maurícias, Alfredo regressou ao Cabo da Boa Esperança, onde inaugurou o novo porto de Table Bay. Dali, o Galatea seguiu para as Malvinas e, em 11 de março de 1871, o navio atracou em Montevidéu, no Uruguai. Na altura em que começou a navegar no Rio da Prata, o navio já tinha bastantes danos resultantes do mar agitado e iniciou a sua viagem de regresso à Inglaterra, onde chegou em 19 de maio de 1871.

## Potenciais noivas

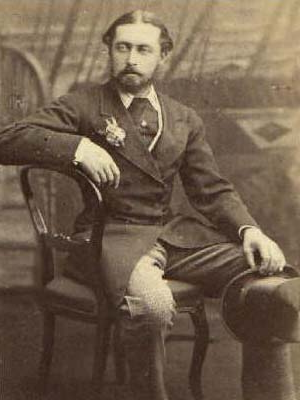
Alfredo na sua juventude

Em 1862, a rainha Vitória escreveu uma carta à sua filha mais velha, onde manifestava a vontade de que Alfredo se casasse com a princesa Dagmar da Dinamarca. Ela escreveu: "Ouvi dizer que o imperador da Rússia ainda não desistiu da intenção de pedir a Alix ou a Dagmar para o filho dele. Ficaria com muita pena se fosse tomada alguma decisão pela Dagmar antes de a veres porque assim ia haver menos hipóteses para o Affie." Porém, Vitória acabou por desistir desta ideia devido às tensões entre a Alemanha e a Dinamarca devido aos territórios disputados de Schleswig-Holstein, principalmente porque Alfredo era o herdeiro de Coburgo. Ela escreveu à sua filha, Vitória: "No que diz respeito à Dagmar, não quero que a guardem para o Affie. O imperador que fique com ela." Dagmar acabou por se casar com Alexandre III e foi imperatriz da Rússia.
A rainha Vitória chegou a ponderar casar Alfredo com a grã-duquesa Olga Constantinovna da Rússia. Ela escreveu à sua filha Vitória: "É uma pena a filha encantadora da Sanny ser ortodoxa grega, ela ia ser tão boa." Em 1867, a rainha Vitória disse à sua filha mais velha: "Pensei e esperava conseguir a querida Olga, que agora está casada com o rei Jorge."

## Noivado e casamento

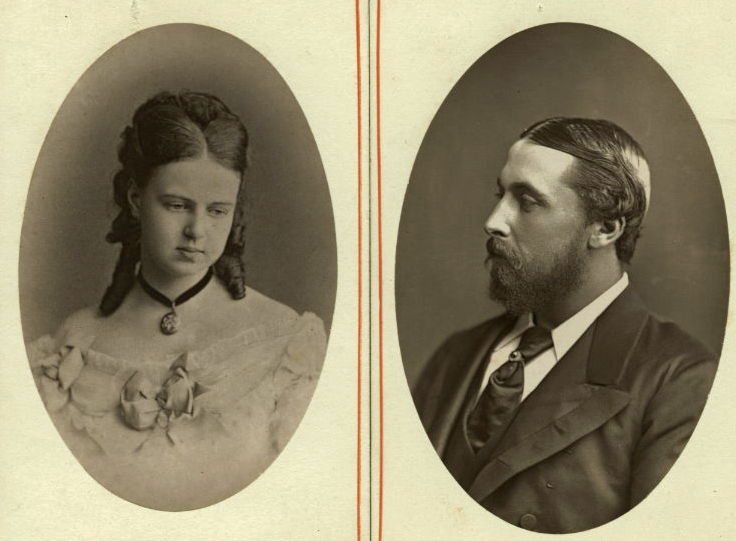
A grã-duquesa Maria Alexandrovna e o príncipe Alfredo por volta da altura em que se conheceram. 1868.

### Primeiro encontro e negociações
Durante uma visita à sua irmã, a princesa Alice, em agosto de 1868, Alfredo conheceu aquela que viria ser a sua esposa, a grã-duquesa Maria Alexandrovna da Rússia. Esta era a segunda filha do czar Alexandre II da Rússia e da sua esposa Maria de Hesse e do Reno. Na altura, Maria tinha 14 anos e Alfredo tinha 24. A princesa Alice estava casada com o primo direto de Maria e a grã-duquesa estava a visitar os seus parentes maternos em Jugenheim.
A viagem de Alfredo pelo mundo com a Marinha Real fez com que ele estivesse afastado durante dois anos. Maria e Alfredo voltaram a encontrar-se em 1871, quando Alexandre II e a sua esposa estavam novamente de visita aos seus parentes em Heiligenberg. Maria, agora com 17 anos, tinha acompanhado o czar, a sua esposa e os seus dois irmãos mais velhos. Alfredo também estava de visita com o príncipe e a princesa de Gales. Durante esse verão, Maria e Alfredo começaram a sentir alguma atração um pelo outro e passaram os seus dias a passear e a falar. Tinham em comum a sua paixão pela música: Alfredo era um violinista amador entusiasta e Maria tocava piano. Apesar de terem manifestado vontade de se casarem, não foi anunciado qualquer noivado e Alfredo regressou à Inglaterra. Os pais do casal opunham-se à união. Alexandre II não queria perder a sua filha, a quem era muito apegado. Ele disse que a sua filha era demasiado jovem para união e sugeriu que o casal devia esperar pelo menos um ano antes de tomar qualquer decisão. O czar também não queria ter um genro britânico devido à antipatia que se sentia na Rússia pelo país depois da Guerra da Crimeia. A czarina achava os costumes ingleses peculiares e que os britânicos eram um povo frio e hostil. Ela estava convencida de que a sua filha não seria feliz naquele país. No entanto, em julho de 1871, começaram as negociações para o casamento, mas foram travadas em 1872.

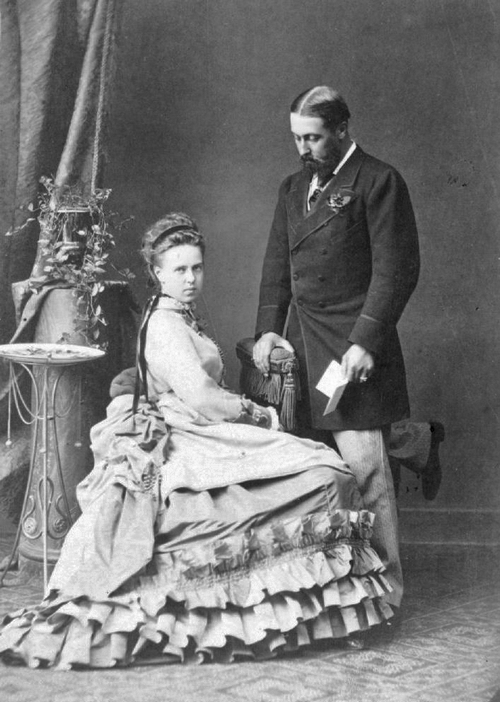
Foto de noivado do príncipe Alfredo e de Maria Alexandrovna, 1873

A rainha Vitória também se opunha à união. Nunca tinha havido nenhum casamento entre a família britânica e os Romanov e ela previu que haveria problemas devido à religião ortodoxa de Maria e ao facto de ter sido criada na Rússia. A rainha considerava que a Rússia tinha uma atitude "hostil" em relação ao Reino Unido. Vitória também desconfiava dos avanços dos russos em direção à Índia. Assim, a rainha ficou consternada quando soube que as negociações oficiais tinham sido retomadas em janeiro de 1873. Havia rumores em São Petersburgo de que Maria Alexandrovna se tinha comprometido com o príncipe Golitsyn, o ajudante de campo do czar, e que a sua família estava ansiosa que ela assentasse. Alfredo não acreditou nos rumores e estava preparado para lutar para casar com a mulher que amava. Assim, a rainha Vitória engoliu o orgulho e não disse nada. Ambas as mães continuaram à procura de outros companheiros para os filhos, mas Alfredo e Maria recusaram-nos a todos. Quando a czarina não conseguiu encontrar um príncipe alemão aceitável para a sua filha, foi organizado um encontro com a czarina, Maria e Alfredo em Sorrento, na Itália, em meados de abril. A reunião não correu como se esperava porque Maria ficou doente e Alfredo esteve pouco tempo com ela. Naquele ano, houve uma disputa entre o Reino Unido e a Rússia pela fronteira no Afeganistão. Os ministros da rainha acharam que um casamento podia ajudar a amenizar a tensão entre os dois países, nem que fosse só pelo facto de os dois monarcas serem obrigados a entrar em contacto um com o outro.
Em junho de 1873, o czar Alexandre II juntou-se à sua mulher e filha em Ems e Alfredo foi convidado para se encontrar com eles em Jugenheim. Alfredo chegou em inícios de julho. Em 11 de julho, ele pediu Maria Alexandrovna em casamento e ela aceitou. Alfredo tinha quase 29 anos e ela tinha 19. Alfredo enviou um telegrama para a sua mãe: "Eu e a Maria ficámos noivos hoje de manhã. Não consigo exprimir a minha felicidade. Espero que nos dês a tua bênção." A rainha deu os parabéns ao filho, mas confessou no seu diário: "Não conheço a Maria e sei que ainda pode haver muitas dificuldades, por isso a minha opinião e sentimentos são bastante confusos." Quando a rainha deu a notícia à sua filha mais velha, disse simplesmente: "O homicídio está feito."
A união anglo-russa teve a sua primeira crise uma semana depois do noivado. A rainha Vitória pediu ao czar para levar Maria à Escócia para que ela pudesse conhecer a sua futura nora. Alexandre II recusou. A czarina sugeriu que o encontro se realizasse antes em Colónia. A rainha descreveu a situação como "simplesmente impertinente... Eu, que estou no trono há quase mais vinte anos do que o imperador da Rússia e que sou a rainha no poder, tenho de responder a correr a qualquer chamada dos poderosos russos, como se fosse uma princesinha qualquer." Vitória também tomou a decisão impopular de recusar a oferta do czar de fazer o príncipe de Gales coronel de um regimento russo e ao exigir que se realizasse um casamento anglicano em São Petersburgo para além da cerimónia ortodoxa. No entanto, Maria Alexandrovna estava ansiosa pelo casamento: "Estou tão feliz por ser dele. Sinto que o meu amor por ele cresce todos os dias e sinto paz e uma felicidade indiscritíveis e uma impaciência infinita por ser toda dele."

### Casamento

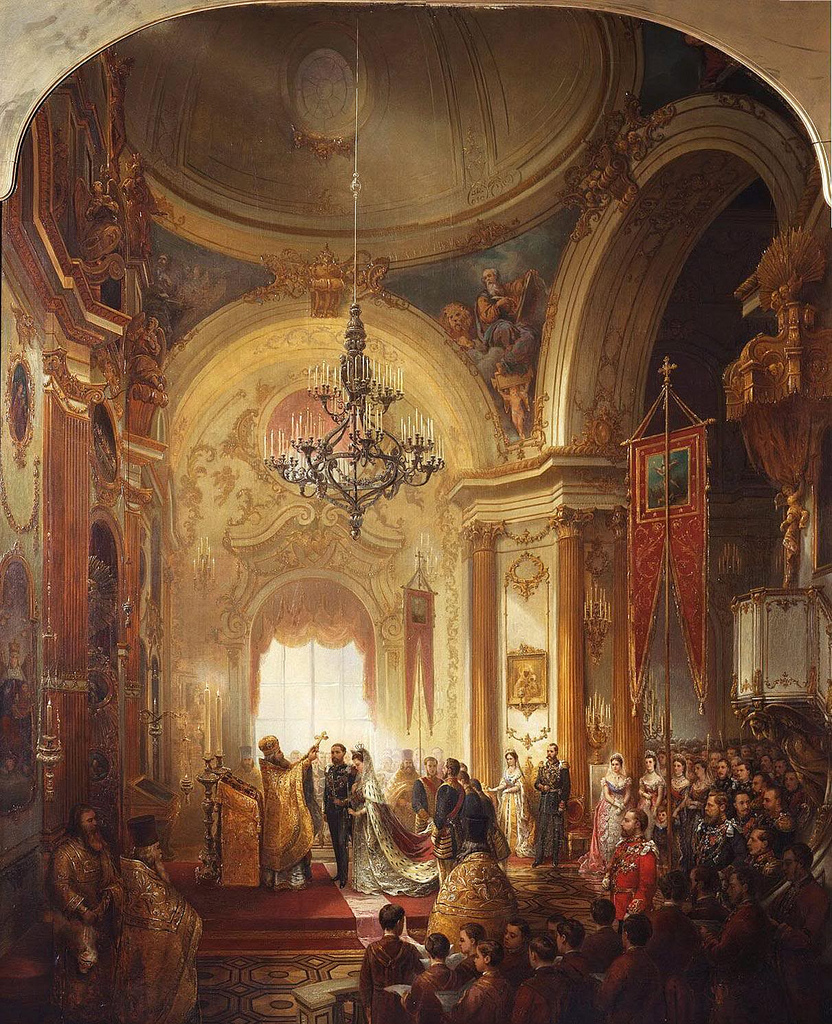
O casamento do príncipe Alfredo com a grã-duquesa Maria Alexandrovna no Palácio de Inverno. 23 de janeiro de 1874

Alfredo foi o único filho da rainha Vitória que não se casou na Grã-Bretanha. Ele chegou a São Petersburgo para o casamento em 4 de janeiro de 1874 e ficou alojado no Palácio de Inverno. Os restantes convidados britânicos chegaram em 18 de janeiro. O casamento foi celebrado com muito esplendor na Grande Igreja do Palácio de Inverno em 23 de janeiro de 1874. A rainha Vitória não pôde estar presente e foi representada na cerimónia pelo seu filho mais velho, o príncipe de Gales acompanhado pela princesa de Gales, Maria Feodorovna da Rússia. A filha mais velha de Vitória e o seu marido, Frederico, também estiveram presentes.
O casamento teve duas partes. A cerimónia ortodoxa foi a primeira e foi realizada pelos metropolitas de São Petersburgo, Moscovo e Kiev na Capela Imperial. Os grão-duques Vladimir, Aleixo e Sérgio e o irmão do noivo, o príncipe Artur, duque de Connaught e Strathearn seguraram à vez nas coroas de ouro por cima das cabeças da noiva e do noivo. Maria usou um diadema brilhante e um manto de veludo vermelho com uma bainha de pele de arminho e ramos de murta enviado pela rainha Vitória. Alfredo usou o uniforme da Marinha Real. O czar esteve pálido ao longo de toda a cerimónia e no fim disse: "É pela felicidade dela, mas a luz da minha vida apagou-se." Seguindo a tradição ortodoxa, o casal bebeu vinho três vezes de um cálice e a cerimónia terminou com o casal a dar as mãos por baixo da estola do padre. Depois, os noivos e os convidados dirigiram-se para o Salão Alexandre, onde Arthur Stanley, o Deão de Westminster, realizou a cerimónia anglicana. Às duas cerimónias seguiu-se um banquete no palácio. A famosa cantora de ópera, Adelina Patti cantou para os convidados e a noite acabou com um baile no Salão de São Jorge.
Uma vez que o casamento se realizou fora da Grã-Bretanha, os súbditos ingleses não demonstraram o mesmo entusiasmo de outros casamentos reais, mas realizaram-se na mesma festas de bairro. Para comemorar a ocasião, uma pequena padaria inglesa confecionou as bolachas Maria, hoje em dia muito populares, com o nome da grã-duquesa. A rainha Vitória usou a Ordem de Santa Catarina no vestido e fez um brinde ao jovem casal.
Os membros da corte inglesa que viajaram para São Petersburgo ficaram impressionados com a grandiosidade das celebrações, festas e entretenimento que marcaram o casamento. O major-general Sir Howard Elphinstone realçou que, numa sala, foi servida uma ceia a quinhentas pessoas distribuídas por cinquenta mesas com "palmeiras e plantas exóticas... usadas em tamanha escala que o palácio tinha o aspeto de uma estufa... o calor era quase insuportável e várias senhoras saíram do salão de dança num estado de desmaio." Lady Augusta Stanley resumiu o casamento em três palavras: "Mas que dia."
Alfredo e Maria passaram a noite de núpcias no Palácio de Alexandre em Tsarskoe Selo. Alexandre II tinha reservado uma suite nupcial luxuosa no rés-do-chão na esperança de que esta persuadisse o casal a ficar na Rússia. No entanto, após uma curta lua de mel, Alfredo e Maria deixaram a Rússia e foram viver para a Inglaterra. Alexandre II nunca perdeu a esperança de que eles regressariam um dia e a suite ficou reservada para o casal durante duas décadas. Em 1894, esta tornou-se no quarto do último czar da Rússia e da sua mulher, Nicolau II e Alexandra, o sobrinho de Maria e a sobrinha de Alfredo.

### Vida na Inglaterra

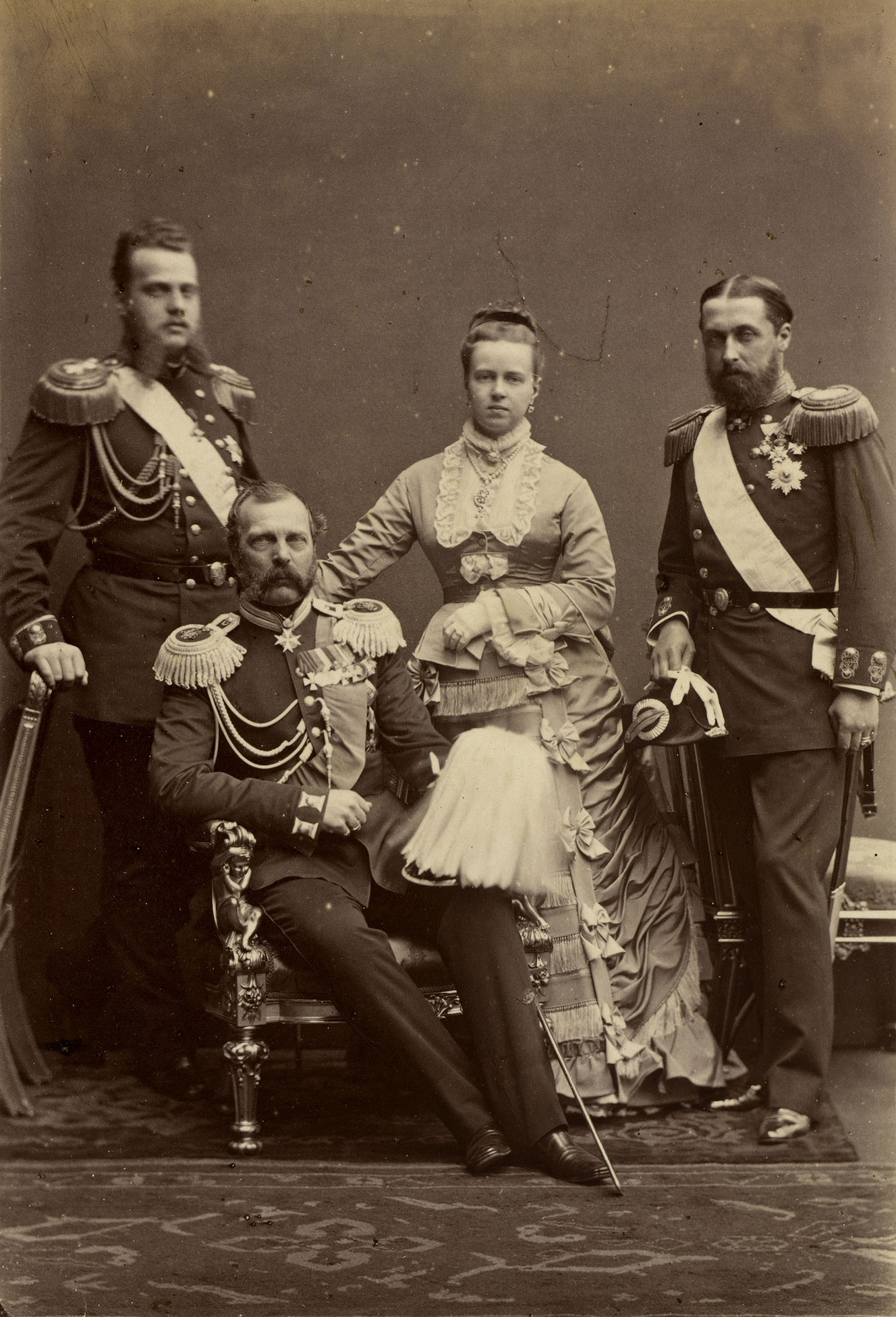
O grão-duque Aleixo, o czar Alexandre II, a grã-duquesa Maria Alexandrovna e o príncipe Alfredo, duque de Edimburgo em maio de 1874

O duque e a duquesa de Edimburgo chegaram a Inglaterra em 7 de março de 1874. A cidade de Windsor foi decorada em sua honra com bandeiras do Reino Unido e da Rússia e Maria foi recebida com entusiasmo por uma multidão. A rainha Vitória estava à espera do casal na Estação South-Western e registou a sua chegada no seu diário: "Abracei a querida Maria e dei-lhe vários beijos carinhosos. Estava bastante nervosa e a tremer com tanta expectativa... A Maria é muito simpática, tem uma cara agradável, pele bonita e uns olhos azuis lindos... Ela fala inglês muito bem." Vitória gostou da sua nora e elogiou-a bastante nos seus diários, tendo notado que ela "não tem medo nenhum do Alfredo e espero que tenha uma boa influência nele."
O duque e a duquesa de Edimburgo fizeram a sua entrada pública em Londres no dia 12 de março. Milhares de pessoas saíram à rua para acompanhar o percurso da nova princesa inglesa desde a Estação de Paddington até ao Palácio de Buckingham. Alfredo e Maria instalaram-se em Clarence House, onde a duquesa construiu uma capela ortodoxa. Para além de Clarence House, o casal tinha uma propriedade no campo, Eastwell Park, perto de Ashford no Kent, onde costumavam passar o Natal e parte do inverno. O czar e o filho, o grão-duque Aleixo, visitaram Maria em maio de 1874.
O casamento de Alfredo e Maria não foi feliz, e a noiva era considerada demasiado arrogante pela sociedade londrina.
Ela insistia em ser elevada a um nível superior do que a Princesa de Gales (a futura rainha Alexandra) porque ela e o seu pai, o czar, consideravam a família desta (a família real dinamarquesa) inferior à sua. A rainha Vitória recusou aceder à exigência e garantiu a sua posição atrás da Princesa de Gales. Sendo assim, o seu pai, enviou-lhe a, então considerável, quantia de 100 mil libras como um dote, mais um pagamento anual de 28 mil libras.
Além disso, a duquesa nunca se adaptou à corte inglesa e não gostava da família do marido (com a exceção dos seus irmãos mais novos, Leopoldo e Beatriz). A sua relação com a sogra também se foi deteriorando e Maria passava grande parte do seu tempo a viajar e a visitar o seu país natal.
Alfredo foi um marido ausente devido à sua carreira na marinha. O casal foi-se afastando ao longo dos anos e não tinha muito em comum, para além da paixão por música e os filhos. Alfredo era reservado, taciturno, mal-humorado, temperamental e bebia muito. Em meados da década de 1880, ele tinha-se tornado alcoólico. O duque era descrito como "mal-educado, melindroso, obstinado, sem escrúpulos, leviano e infiel." A duquesa não gostava das atitudes do marido, mas não desistiu do seu casamento e escondia os problemas conjugais dos filhos para lhes dar um ambiente feliz.

## Carreira na marinha

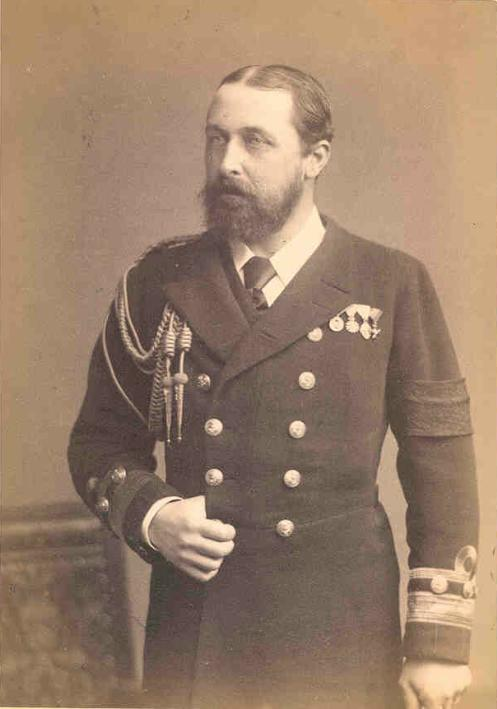
Alfredo em uniforme

O Duque de Edimburgo dedicou-se totalmente à sua profissão, mostrando uma grande competência nos seus deveres e uma capacidade tácita naval fora do comum.
Em fevereiro de 1876, Alfredo foi nomeado comandante do navio HMS Sultan e foi transferido para a frota mediterrânica cuja base era em Malta. Ele e a família permaneceram em Malta vários anos e a sua terceira filha, Vitória Melita, nasceu lá a 10 de novembro de 1876. Eles foram viver para o Palácio de San Anton em Attard e Alfredo e Maria fizeram dele o centro da vida social de Malta com festas constantes e bailes que chegaram a ter 500 convidados. Este foi um período feliz para toda a família. Maria gostava da informalidade da vida na ilha (e de estar longe da sua sogra) e a sua filha mais velha, Maria da Roménia, descreveu o tempo que passou em Malta como "a memória mais feliz da minha existência."
Em 1877, a Rússia declarou guerra à Turquia e a frota mediterrânica foi enviada para o Bósforo para proteger os súbditos e propriedade britânicos na região. Após a vitória da Rússia em 1878, Alfredo esteve no centro de uma polémica quando permitiu que Luís de Battenberg, um familiar seu que estava a servir no HMS Sultan, visitasse o seu irmão, Alexandre, que era ajudante de campo do comandante-chefe do exército russo. Luís acabou por convidar Alexandre a bordo do Sultan e os dois também visitaram o navio Temeraire e o quartel-geral das forças russas. Apesar de não se ter tratado de mais do que uma reunião de irmãos, o embaixador britânico em Constantinopla ficou estupefacto com o facto de um oficial do exército russo ter sido recebido num navio britânico e temeu que o episódio prejudicasse as negociações de paz entre a Turquia e a Rússia, onde a Grã-Bretanha estava estava envolvida. A informação da visita foi tornada secreta, mas a rainha Vitória foi informada. Esta ficou furiosa com o episódio e chamou o filho de traidor. Porém, uma investigação absolveu todos os intervenientes de má-conduta.

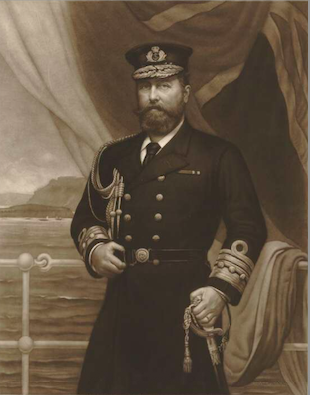
Retrato de Alfredo com o uniforme naval

No entanto, a rainha Vitória continuava furiosa com o filho e escreveu ao primeiro-ministro e ao primeiro lorde ao almirantado para darem mais serviço a Alfredo para que ele não regressasse a Inglaterra após o fim da guerra. A sugestão dada foi que Alfredo acompanhasse a sua irmã, Luísa e o seu marido ao Canadá, onde ele tinha sido nomeado governador-geral. Assim, eles fizeram a viagem no HMS Black Prince, que Alfredo se encontrava a comandar.
Alfredo, foi subindo na carreira e foi promovido a vice-almirante em novembro de 1882. No mês seguinte, tornou-se comandante do esquadrão do Canal da Mancha, onde trabalhou sobretudo em manobras e exercícios militares. Em 1886, foi promovido a comandante-chefe do esquadrão do Mediterrâneo, o que o levou a regressar a Malta durante os três anos seguintes. Nesta altura, o seu sobrinho, o futuro rei Jorge V, encontrava-se a servir na frota mediterrânica e passou bastante tempo com Alfredo e com a sua família. Jorge tornou-se bastante próximo da filha mais velha de Alfredo e chegou-se a ponderar um casamento entre eles. Alfredo e a rainha Vitória eram a favor da ideia, mas a mulher de Alfredo não concordou e a união nunca aconteceu.
Em outubro de 1887, Alfredo foi promovido a Almirante da Frota. Neste cargo, alertou para o mau estado dos navios da frota do Mediterrâneo e que esta não estava pronta caso houvesse uma guerra repentina. O trabalho de Alfredo como almirante foi bastante elogiado por vários dos seus capitães no Mediterrâneo, que destacavam as suas capacidades intelectuais que lhe permitiam tratar de documentos com rapidez e conhecer os pormenores de todos os navios do seu esquadrão.
Percy Scott escreveu nas suas memórias que “como comandante-chefe, não havia, na minha humilde opinião, ninguém como o Duque de Edimburgo. Ele comandava uma frota de uma forma magnifica e introduziu muitas melhoras nos sinais e nas manobras.” Ele “dava uma grande atenção á artilharia.” “O navio mais bonito que alguma vez vi foi o Alexandra (o navio comandado pelo duque de Edimburgo). Informaram-me que foram gastas 2000 libras pelos oficiais em decoração.” 
Terminado o seu serviço no Mediterrâneo, Alfredo e a sua família deixaram Malta e foram viver para o Palais Edinburgh em Coburgo. O seu filho mais velho já vivia lá há alguns anos, uma vez que estava no exército alemão. Alfredo não gostava muito de Coburgo, que considerava ser aborrecido e nunca passou mais do que algumas semanas seguidas lá devido ao seu trabalho na marinha.
Em agosto de 1890, Alfredo assumiu o seu cargo de comandante-chefe em Devonport, Plymouth e mudou-se para a Admirality House local. Poucos meses depois de chegar, ocorreu a tragédia do HMS Serpent. O navio, com 176 homens a bordo, afundou-se perto da costa de Espanha e só houve três sobreviventes. O Soldiers' and Sailors' Rest em Devonport tornou-se no local de acolhimento das famílias das vítimas e Alfredo, como seu presidente, recolheu fundos e contribuiu para pagar indeminizações. Alfredo sempre deu grande importância aos seus deveres oficiais. Era mais eficiente como almirante e dedicou-se por completo à vida naval e cultural de Devonport, tendo contribuído para várias instituições de caridade local e até tocado violino na Plymouth Orchestral Society. Em maio de 1893, com a saúde do seu tio, o duque Ernesto, a piorar em Coburgo, Alfredo deixou Devonport e a marinha. Uma grande multidão, composta por oficiais navais e militares e por civis, esteve presente na sua despedida da cidade.

## Outros interesses

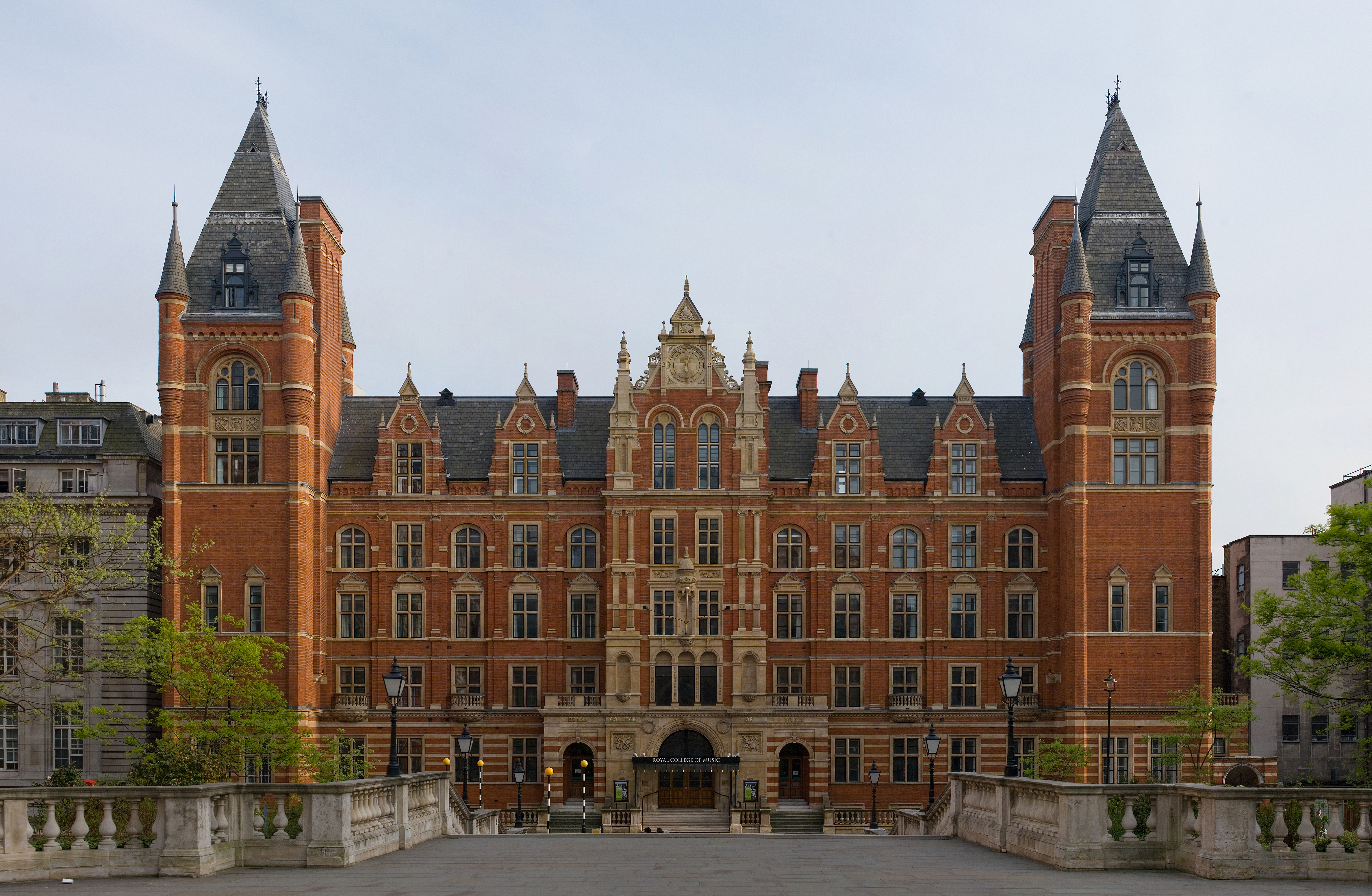
Royal College of Music

O duque de Edimburgo tinha interesse por música e era um violinista amador. Era costume tocar o instrumento nas horas vagas nos seus navios e quando dava festas. No entanto, várias pessoas notaram que ele não tinha muita aptidão para tocar. Numa festa organizada por um dos seus irmãos, um dos convidados convenceu-o a tocar o violino. Sir Henry Ponsonby escreveu: "O violino estava desafinado e o barulho era abominável."
Na década de 1880, Alfredo travou amizade com o compositor Arthur Sullivan. Ele levou o compositor consigo num cruzeiro no Báltico em 1881, onde ele conheceu os seus familiares na Dinamarca, na Rússia e na Alemanha. Sob a influência de Sullivan e outros amantes de música, Alfredo dedicou-se à causa da música britânica contemporânea. Em dezembro de 1881, ele, o seu irmão Leopoldo e o seu cunhado, Cristiano de Eslésvico-Holsácia, lideraram um encontro no Manchester Athenaeum que juntou várias personalidades do mundo da música. No seu discurso de abertura, Alfredo definiu o seu objetivo de criar uma instituição pública central que fosse um reflexo dos conservatórios de música do continente europeu. Assim, nasceu a Royal College of Music, que começou por ter a sua sede em Kensington e foi mais tarde transferida para a Imperial College de Londres.
Alfredo também se dedicou à gestão da sua propriedade em Eastwell, tendo criado mais solo arável e aumentado o número de cabeças de gado. A criação de gado era uma das suas paixões e ele foi presidente da Exposição de Gado de Ashford e Canterbury em 1883.
Outro dos seus interesses era a filatelia e Alfredo foi o primeiro presidente honorário da Philatelic Society. Ele marcou presença na cerimónia de inauguração da sociedade e abriu a sua primeira exposição em 1890, onde estiveram em exibição alguns dos selos da sua coleção privada. Pouco antes da sua morte, Alfredo vendeu a sua coleção ao sobrinho, o futuro Jorge V.
Alfredo era um colecionador aficionado de peças em vidro e cerâmica. A sua coleção, que valia aproximadamente meio milhão de marcos, foi exibida pela sua viúva em Veste Colburgo, uma grande fortaleza perto de Boburgo.

## Duque de Saxe-Coburgo-Gota

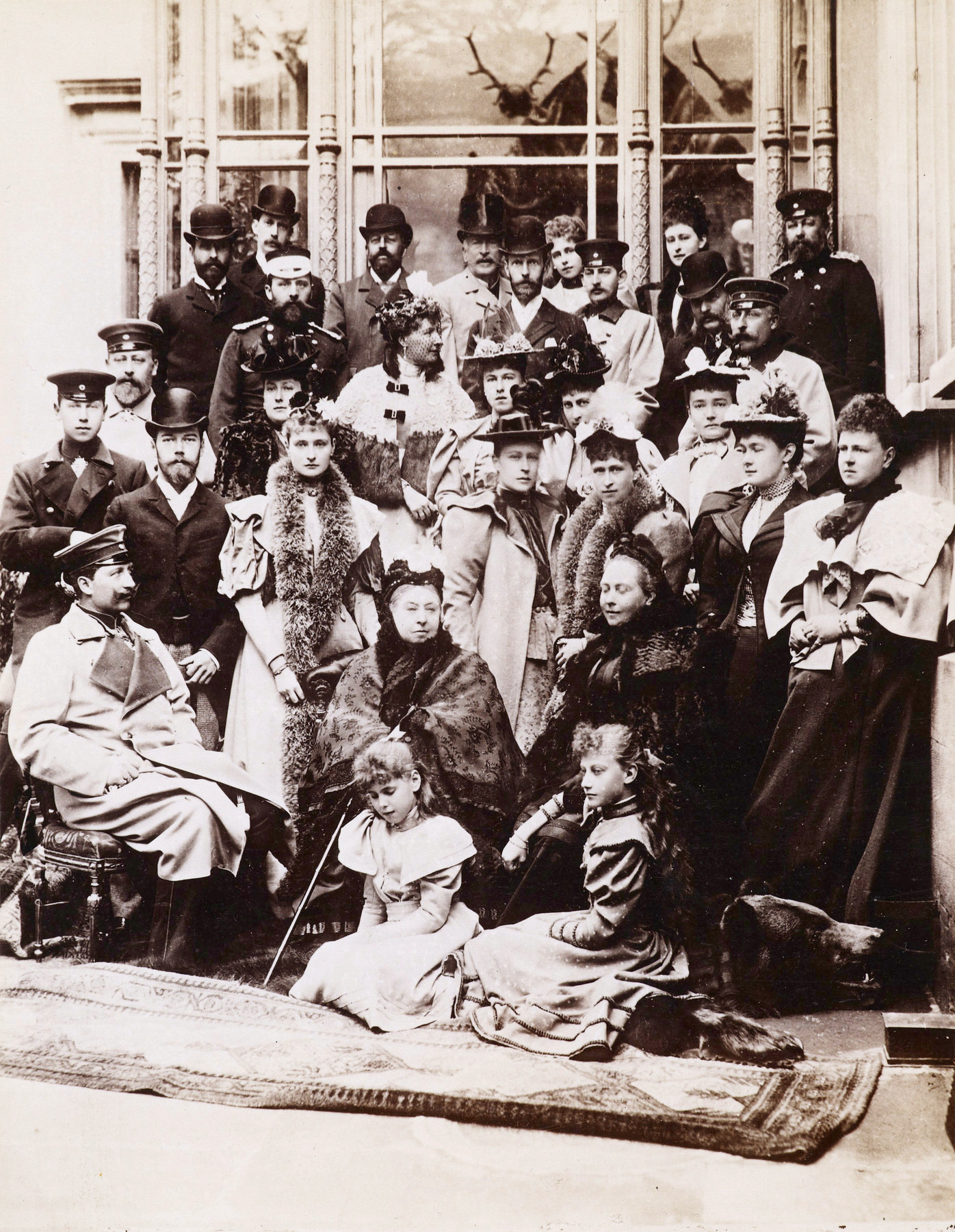
A rainha Vitória com parte da sua família reunida para o casamento de Vitória Melita, filha de Alfredo, com Ernesto Luís, Grão-Duque de Hesse, em Coburgo

Com a morte do seu tio, Ernesto II, a 22 de agosto de 1893, Alfredo tornou-se no novo duque de Saxe-Coburgo-Gota. A sua ascensão foi recebida com surpresa e ceticismo por parte da imprensa alemã, que esperava que fosse o seu filho mais velho a tornar-se duque, uma vez que tinha sido educado na Alemanha. Sendo Alfredo um príncipe e almirante da marinha britânica numa época em que o sentimento nacionalista alemão estava em alta, a opinião pública ficou dividida. O jornal Der Reichsbote escreveu:
"Confessamos abertamente que é uma ofensa à nossa sensibilidade nacional que um duque e almirante inglês seja regente de um estado alemão e, assim, um dos príncipes federais... achávamos que numa era gloriosa do recém-formado Império e de governos constitucionais, um estrangeiro não podia suceder como soberano do povo alemão como se herda um terreno."
No entanto, o kaiser Guilherme II, sobrinho de Alfredo, foi um dos primeiros a felicitar o tio e esteve presente na sua cerimónia de juramento sobre a constituição, o que acabou por lhe dar alguma legitimidade.
Alfredo teve de abdicar do seu salário de 15 mil libras por ano da Casa dos Lordes e deixar o seu lugar no Conselho Privado, mas manteve o rendimento de 10 mil libras anuais que lhe foi concedido quando se casou para manter Clarence House como sua residência em Londres. Pode ainda manter o seu posto de almirante da frota na marinha britânica.
Apesar da receção fria por parte dos seus súditos e de o próprio Alfredo nunca ter nutrido muito afeto por Coburgo, ele dedicou-se por completo ao seu ducado e conseguiu resolver os problemas financeiros que herdou do tio.
Poucos meses depois de se ter tornado duque de Saxe-Coburgo-Gota, Alfredo tornou-se avô quando a sua filha Maria deu à luz aquele que se viria a ser o rei Carlos II da Roménia. Em abril de 1894, a sua terceira filha, Vitória Melita, casou-se com Ernesto Luís, o grão-duque de Hesse, em Coburgo. O casamento contou com a presença de elementos de famílias reais de toda a Europa, incluindo a rainha Vitória, o kaiser Guilherme II, o príncipe e a princesa de Gales, o rei Fernando da Roménia e o grão-duque Sérgio da Rússia. A cerimónia também ficou marcada pelo noivado do futuro czar Nicolau II com aquela que era na altura a princesa Alice de Hesse e Reno. A quarta filha de Alfredo, Alexandra, também se casou em Coburgo com Ernesto II, Príncipe de Hohenlohe-Langemburgo, em abril de 1896.

## Fim da vida
O único filho do Duque, o Príncipe Herdeiro Alfredo, morreu em fevereiro de 1899, pouco depois das celebrações do 25º aniversário de casamento dos seus pais, nas quais não esteve presente. O príncipe herdeiro teve problemas de saúde ao longo de toda a sua vida, mas estes tinham piorado quando ele apanhou uma doença venérea, provavelmente sífilis. Em 1898, ele tinha sido expulso do exército devido à sua fraca saúde e por beber em excesso. De regresso a Coburgo, foi-lhe diagnosticada uma depressão nervosa. A sua irmã mais nova, Maria, ficou chocada quando o viu durante as celebrações do aniversário de casamento: "ele quase não reconhece ninguém e não sabe o que diz".  Segundo um rumor, Alfredo disparou sobre si mesmo durante uma discussão com a mãe, mas sobreviveu e estava a recuperar num quarto do palácio enquanto decorriam as celebrações.
Terminadas as celebrações, os seus pais enviaram-no para Merano para recuperar, mas a sua saúde foi piorando e o Príncipe Herdeiro morreu lá duas semanas depois, em 6 de fevereiro.
Alfredo e Maria ficaram inconsoláveis com a morte do filho e ele culpou a mulher pela sua morte. Os dois separaram-se de forma não oficial pouco depois e não se viram durante meses. Alfredo, cuja saúde já se encontrava bastante frágil após ter passado anos a fumar e a beber em excesso, começou a consumir ainda mais álcool após a morte do filho. Em maio de 1900, numa visita às termas de Băile Herculane, Alfredo começou a ter problemas graves na garganta e, no mês seguinte, foi-lhe diagnosticado um cancro na garganta. O duque regressou a Coburgo em julho e passou lá as suas últimas semanas de vida. A certa altura, deixou de conseguir falar e tinha de ser alimentado através de um tubo.
O Duque de Saxe-Coburgo-Gota morreu em 30 de julho de 1900, na Schloss Rosenau, a sua casa de Verão fora de Coburgo. Ele morreu durante o sono, rodeado pela sua família mais próxima: a mulher, Maria, e as três filhas mais novas. Foi enterrado no mausoléu da família ducal no cemitério público de Glockemberga na Alemanha. Sucedeu-lhe como Duque o seu sobrinho, o príncipe Carlos Eduardo, filho do seu irmão mais novo, príncipe Leopoldo, uma vez que o seu irmão seguinte e o seu filho renunciaram aos seus direitos de sucessão.

## Descendência
Alfredo e Maria tiveram seis filhos. Um deles era natimorto e os outros cinco chegaram à idade adulta:

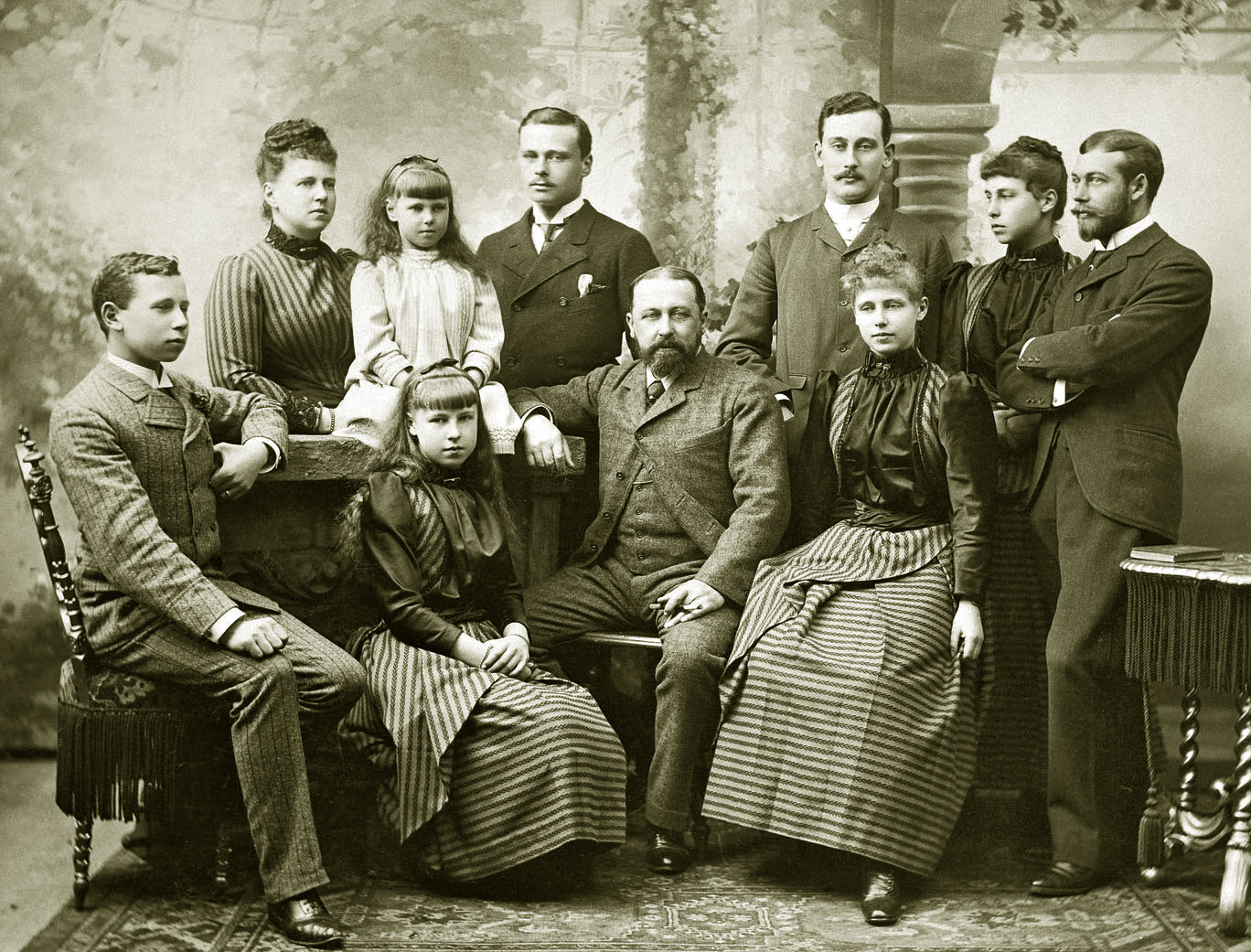
O duque e a duquesa de Edimburgo com os seus cinco filhos e com o príncipe Jorge de Gales, o príncipe Maximiliano de Baden e o grão-duque Ernesto Luís de Hesse em Coburgo, 1890

|  | Nome            | Nascimento             | Morte                  | Notas |
|  | --------------- | ---------------------- | ---------------------- | --- |
|  | Alfredo         | 15 de outubro de 1874  | 6 de fevereiro de 1899 | Príncipe hereditário de Saxe-Coburgo-Gota desde 22 de agosto de 1893; sem descendência                                                                                   |
|  | Maria           | 29 de outubro de 1875  | 18 de julho de 1938    | casada a 10 de janeiro de 1893 com Fernando I da Romênia; com descendência                                                                                               |
|  | Vitória Melita  | 25 de novembro de 1876 | 2 de março de 1936     | casada primeiro com Ernesto Luís, Grão-Duque de Hesse; com descendência. Divorciada, foi casada depois com o grão-duque Cyrill Vladimirovich da Rússia; com descendência |
|  | Alexandra       | 1 de setembro de 1878  | 16 de abril de 1942    | casada com Ernesto II, Príncipe de Hohenlohe-Langemburgo; com descendência.                                                                                              |
|  | Filho natimorto | 13 de outubro de 1879  | 13 de outubro de 1879  | |
|  | Beatriz         | 20 de abril de 1884    | 13 de julho de 1966    | casada com o infante de Espanha Afonso, Duque da Galliera; com descendência                                                                                              |